# Massif forestier du Ielboesch
Massif forestier du Ielboesch este o arie protejată (arie specială de conservare — SAC, sit de importanță comunitară — SCI) din Luxemburg întinsă pe o suprafață de 31,24 ha, integral pe uscat.

## Localizare
Centrul sitului Massif forestier du Ielboesch este situat la coordonatele 49°39′13″N 6°01′26″E / 49.6536°N 6.0239°E.

## Înființare
Situl Massif forestier du Ielboesch a fost declarat sit de importanță comunitară în august 2002 pentru a proteja 2 specii de animale. Situl a fost protejat și ca arie specială de conservare în noiembrie 2009.

## Biodiversitate
Situată în ecoregiunea continentală, aria protejată conține 2 habitate naturale: Păduri de fag Asperulo-Fagetum, Păduri de stejar sau de stejar și carpen sub-atlantice și medio-europene de Carpinion betuli.
La baza desemnării sitului se află mai multe specii protejate de  păsări (2): ciocănitoarea de stejar (Dendrocopos medius), ciocănitoarea verde (Picus viridis).